# 番禺縣
番禺縣，广东省的旧县名。番禺亦作蕃禺、蕃隅。
秦始皇三十三年（前214年）设置番禺县，作为南海郡的首县，並為郡治所在地。

## 建縣歷史

### 縣名由來
番禺為秦置古縣。秦以前，對番禺及嶺南一帶，有多種稱謂，《元和郡縣誌》「嶺南道」下記：「廣州，春秋百越之地。」春秋時泛稱百越，戰國時稱「揚越」，《史記·南越列傳》載：「秦時已井天下，略定揚越，置桂林、南海、象郡。」張晏「楊越」下注云：「揚州之南越也。」又「索隱」引《戰國策》云：「吳起為楚收揚越」。戰國時的「揚越」，致包括今兩廣及兩湖、江西部分地方。而嶺南交通不便，地廣人稀，並未成為楚國的勢力範圍。秦時又稱嶺南「陸梁」，《史記·秦始皇本紀》載：「三十三年。……略取陸梁地，為桂林、象郡、南海」。「正義」注：「嶺南之人多處山陸，其性強梁，故稱陸梁」。「揚越」為較古之名，地域較廣；「陸梁」之名後起，專指嶺南。
「番禺」之名，戰國時已有。《水經注·泿水篇》：「泿水東別經番禺,《山海經》謂之賁禺者也。」《山海經》載「桂林八樹在賁禺東」，郭璞注：「今番禺。」漢初的史料亦多處提到「番禺」，或亦書作「蕃禺（隅）」，即指今廣州番禺一帶，是當時嶺南最為重要的聚落，已形成地區性的政治、經濟中心，亦是廣東境內最早見於古史的地名。
「番禺」之得名，歷來說法不一。主要有三：
- 一是「二山」說。《後漢書·地理志》、唐《元和郡縣誌》及《初學記》等，均認為縣治有番山、禺山，因以為名。明朝黃佐《廣東通志》載：「番禺縣治東南一里曰番山，其山多木棉，其下為泮宮；自南聯屬而北里曰禺山，其上多松柏。」又黃佐《番禺二山記》云：「二山相連如城，南漢時劉羹鑿平。」番禺因二山而得名之說，相沿已久。
- 二是「一山」說，即番山之隅說。酈道元《水經注》載：「今入城東南偏，有水坑陵，城倚其上，聞此縣人名之為番山；縣名番禺，謂番山之禺也。」禺，即隅，指附近的地方。
- 三是「蠻夷之地」說。1953年在廣州西村石頭崗一號西漢前期墓中出土有烙印「蕃禺」二字的漆盒，1983年在廣州象崗南越王墓出土有鑄上「蕃禺」二字的漢式銅鼎。考古學家麥英豪在《廣州城始建年代考》中據出土文物認為，秦至漢初，番禺的「番」，寫作「蕃」，與「藩」通。即番蠻、蠻夷之意。《周禮·秋官》云：「九州之外謂之蕃國」。禺，猶隅，指區域、邊遠之地。秦漢之前，番禺一帶僻處一隅，中原漢人視之為邊遠的蠻夷之地，因以為名。

以上三說，未有定論。歷代省志、府志、縣誌，多持「二山」說。中國不少地方有因山川而命地名的慣例，多數人相承古說，認為番禺是因番山、禺山而得名。
此外，還有認為「番禺」是黃帝曾孫之名，因以為名；亦有認為番禺源於南海神或番禺即盤古；還有「番禺」乃俚人（黎族人）語，即「鹽村」等說法。

### 建縣與隸屬
秦朝前，嶺南番禺一帶與中原商、周王朝以及長江流域的吳、越、楚國有過經濟、政治、文化交往，並與楚的關係較密切。秦始皇三十三年（前214年）在嶺南設桂林郡、象郡、南海郡。番禺是南海郡的首縣，並為郡治所在地。番禺建縣自此始。
秦末，南海郡尉任囂病危時召見龍川縣令趙佗，謂番禺「負山險阻南海」，「可以立國」，並假托秦廷命令，委趙佗代理南海郡尉。漢高祖三年（前204年），趙佗自立為南越王，定都番禺。《史記·貨殖列傳》云：「番禺亦其一都會也」，是當時中國九大都會之一。
汉武帝元鼎六年（前111年），平南越，将南越地重新划为9郡，番禺仍为南海郡治。其后，汉朝廷为了监督各郡官吏，设了13个常驻监察机构，其中设在苍梧郡广信县(今封开县)的交趾部负责纠核岭南9郡。东汉时，交趾部改为交州，在汉灵帝时兼拥有军政大权，地方政权由郡、县二级变为州、郡、县三级。赤壁之战后，魏、蜀、吴三国鼎立局面逐渐形成，东吴孙权占据长江中下游后，向南扩张略取交州，任命步骘为交州刺史。步骘东下番禺城考察，《水经注》对此记载说：“骘到南海，登高远望，睹巨海之浩茫，观原薮之殷阜，乃曰‘斯诚海岛膏腴之地，宜为都邑’。建安二十二年（公元217年）迁州番禺，筑立城廓。”州治从广信迁到番禺后，平整番山北部，修复并扩建“佗城”。孙吴黄武五年（226年），分交州为交、广二州，广州由此得名，州治即设番禺。此后1700多年间，番禺大都是地方一、二、三级政权所在地。
隋文帝开皇十年（590年），撤销南海郡，改番禺县为南海县，隶属广州总管府。仁寿元年（601年），改广州为番州。隋炀帝大业三年（607年），改州置郡，恢复南海郡，隶属扬州。
唐高祖武德四年（621年）废南海郡，复置广州，再置番禺县(一说在长安三年即公元703年复置番禺县)，县治设江南洲(今广州河南)。唐太宗贞观元年(627年)置岭南道，广州属岭南道。长安三年(703年)，置岭南五府经略使，总管岭南五府，复置南海郡。咸通三年(公元862年)岭南划分东、西二道，岭南东道治广州，西道治邕州(今南宁)。两广分东、西，自此始。
唐朝末，农民起义，藩镇割据。公元917年8月，刘龑称帝于番禺（广州），国号大越，后改称汉，史称南汉，设兴王府。番禺隶兴王府。
宋太祖开宝四年（971年），灭南汉，废兴王府，改为广南东区，置广州都督府。翌年，撤销番禺县，并入南海县。至道三年（997年）改广南东区为广南东路。皇祐三年（1051年）恢复番禺县，县治设城东紫泥（巷）。乾道六年（1170年）改为广东路广州府。祥兴元年（1278年）广州改为翔龙府。番禺沿为府治。
元世祖至元十七年（1280年），改翔龙府为广东道广州路。上隶江西行省。至元三十年改为广东道上路。皇庆元年(1312年)复称广东道广州路。番禺沿为道治、路治。
明太祖洪武元年（1368年），改为广东道广州府。二年改为广东行省广州府。九年改为广东布政司广州府。番禺沿为府治，隶广州府。
清世祖顺治四年（1647年），设两广总督。地方政权分省、道、府、县四级。番禺属广东省广南韶道广州府，沿为省、道、府治。
民國元年（1912年），廢廣州府，番禺屬廣東省粵海道。民國7年（1918年），設廣州市政公所。民國10年（1921年2月15日），《廣州市暫行條例》公佈實施，廣州市政廳成立，廣州正式建市。國民政府期間，番禺先後隸屬廣東省粵海道（廣肇羅道）、中區綏靖公署、第一行政督察專員公署。民國22年，縣府從廣州移至新造。抗日戰爭期間番禺淪陷後，原國民黨縣政府流亡三水、沙坪、威井等地，而汪偽縣府駐廣州東山。1945年抗戰勝利後，縣政府移治市橋，初在先鋒巷謝氏祠堂，1949年初，移到現址。
1949年10月番禺解放，隸屬廣東省珠江三角洲地方軍事管制委員會。1950年3月至1952年11月，隸屬珠江地區專員公署。1952年12月至1956年1月，隸屬粵中行政公署。1956年2月起，隸屬佛山專員公署。1958年12月15日至1959年6月10日，番禺、順德合併為番禺順縣，縣治設大良鎮，其間一度改隸廣州專員公署。恢復兩縣建置後，番禺縣府沿設市橋鎮。1975年1月，改隸廣州市。
1992年5月20日，民政部批覆（民行批[1992]49号）：经中華人民共和國国务院批准，撤销番禺县，设立番禺市（县级），仍由广州市管辖。6月18日，番禺举行撤县设市挂牌仪式。

### 境域變動
建县之初，境域广阔。北隔洌江与中宿（今清远）相邻，东与博罗（今博罗、惠阳一带）相接，西与四会（今四会、鹤山一带）相连，南止于滨海之地。
自汉建安六年（201年）至清康熙二十五年（1686年）的近1500年间，先后析出增城、东官（东莞）、怀化、熙安、南海、从化、花县等，并由这些县再析出龙门、香山（中山)、新安（宝安）、顺德、三水等县以及香港、澳门地区，在历史上番禺两度井入南海计有110年，三度成为南越、南汉、南明的小国之都，共148年。自清康熙二十五年（1686年）析地建花县后，至民国十年（1921年）广州建市的235年间境域基本没有变动，以当时县学宫（今广州农讲所）为中心，正北48里（华里）至花县界，正南35里至顺德县界，正东51.5里至增城县界，正西1.5里至南海县界，东北70.5里至从化县界，东南75里至东莞县界，西北2里及西南3.5里至南海县界。
民国十年（1921年）广州正式建市，捕属（广州市东半部）及河南街区划为市区其后数年，近郊乡村相继划属广州。1949年建国后，分数次将禺北，禺东一带划入广州市区。1959年，原属中山县的大岗、万顷沙、南沙、黄阁、珠江农场划归番禺縣。

## 行政區劃

### 明清區劃
明代，番禺县除管辖广州城内街区（捕属）外，另设5个巡检司（鹿步司、茭塘司、沙湾司、慕德里司和狮岭司），及1个河泊所，分治县境各地。清初，5个巡检司辖10个乡，而以10都分属之（后定为6都），下辖66堡，678村。清康熙二十五年（1686年），析南海地及番禺狮岭司等地置花县。
清政府为利于计征赋税，按地域置都、堡、图，全县除广州城街区（捕属）外，划为6都、78堡、131图、569村。沙湾司辖1都（沙湾都）、13堡（罗屋、榄山、本善、古坝、紫坭、韦涌、石壁、石碁、小龙、坑头、白石、钟村、市桥）、28图、87村。茭塘司辖1都（茭塘都）、21堡（新造、化龙、明经、潭山、大岭、圣堂、市头、大山、员岗、大石、穗石、仑头、黄涌、沥滘、大塘、东滘、东塱、鹭江、策头、瑶头、河南）、38图、174村。鹿步司辖1都（鹿步都）、12堡（十五屯、南岗、萝岗、火村、七社、横沙、逻岗、黄陂、车陂、黄村、石牌、龙眼洞）、21图、116村。慕德里司辖3都（杨武都、流溪都、巴由都）、32堡（两潭、罗岗、九潭、大田、刘村、赤径、重岗、萧岗、竹料、鸦湖、蚌湖、大塱、望岗、李溪、神山、井岗、长岗、科甲水、白坭、田心、竹鉴、茅山、龙傍岗、张村、滘心、郭塘、阳山村、南村、三岗、福和、茶园岗、文神庄)、33图、192村。河泊所辖11图。

### 民國區劃
民国初期沿袭清末旧制。民国20年（1931年）设区、乡，全县划分为8区、55乡、623村，原沙湾司为第一区，辖市桥、螺阳、沙湾、平康、九如、同安、亲仁、同风、协恭，共9乡。原茭塘司为第二、三区，二区辖彬社、显社、东山、岗尾、深水，共5乡；三区辖崇文、敦和、公和、沥沼、和平（维安），共5乡。鹿步司为第四区、五区，四区辖龙洞、联和、长窿、沙河、罗玉、凤水、观音约、车陂、黄村、石牌、黄逻，共11乡；五区辖南岗、萝岗、七社、横沙、火村、十五屯，共6乡。慕德里司为第六、七、八区，六区辖嘉禾、均和、太和、石井、龙归，共5乡；七区辖竹料、良田、钟落潭、西湖、龙潭、中和，共6乡；八区辖江莲、同枫、和风、高增、蚌湖、雅瑶、兔岗、鸦湖，共8乡。
民国25年（1936年）废区，编乡镇为保甲制。民国26年1月，区公所改设联乡办事处。后因“抗战军兴”，保甲制未能实施，依旧按原区乡。
民国35年（1946年）10月，整编保甲。全县41乡共编1342普通保、18特别保、2临时保、2船户保。两个保以上的自然村，设联保办事处和首席保长。
禺南地区共15乡、611保、7特别保、2临时保、2船户保。禺东地区共9乡、260保、5特别保。禺北地区共17乡、417保、6特别保。